# Tianjin World Financial Center
Tianjin World Financial Center je kancelářský mrakodrap v čínském městě Tchien-ťin. Má 76 podlaží a výšku 337 metrů, je tak nejvyšší mrakodrap ve městě. Výstavba probíhala v letech 2006–2011 podle projektu společnosti Skidmore, Owings & Merrill.